# Economía de Maldivas
La economía de las Maldivas fue por muchos siglos totalmente dependiente de la pesca y otros productos marinos; es por esto que la pesca ha sido y aún permanece siendo la principal ocupación de la población. Este hecho ha significado también que el gobierno le dé una prioridad especial al desarrollo del sector pesquero.
Además de la pesca, otra actividad que ha crecido durante los últimos años es el turismo. Su desarrollo ha creado directa e indirectamente empleo y ha generado oportunidades en otras áreas laborales, como en las industrias. En la actualidad, el turismo es el mayor ingreso de moneda extranjera que percibe el país, contribuyendo con un 20 % del PNB. Con 86 centros turísticos en operación, en el año 2000 se alcanzó la cifra de 467.174 turistas extranjeros.
La emisión de sellos postales, principalmente destinado al coleccionismo filatélico, es también una importante fuente de ingreso para su economía.

## Pesca

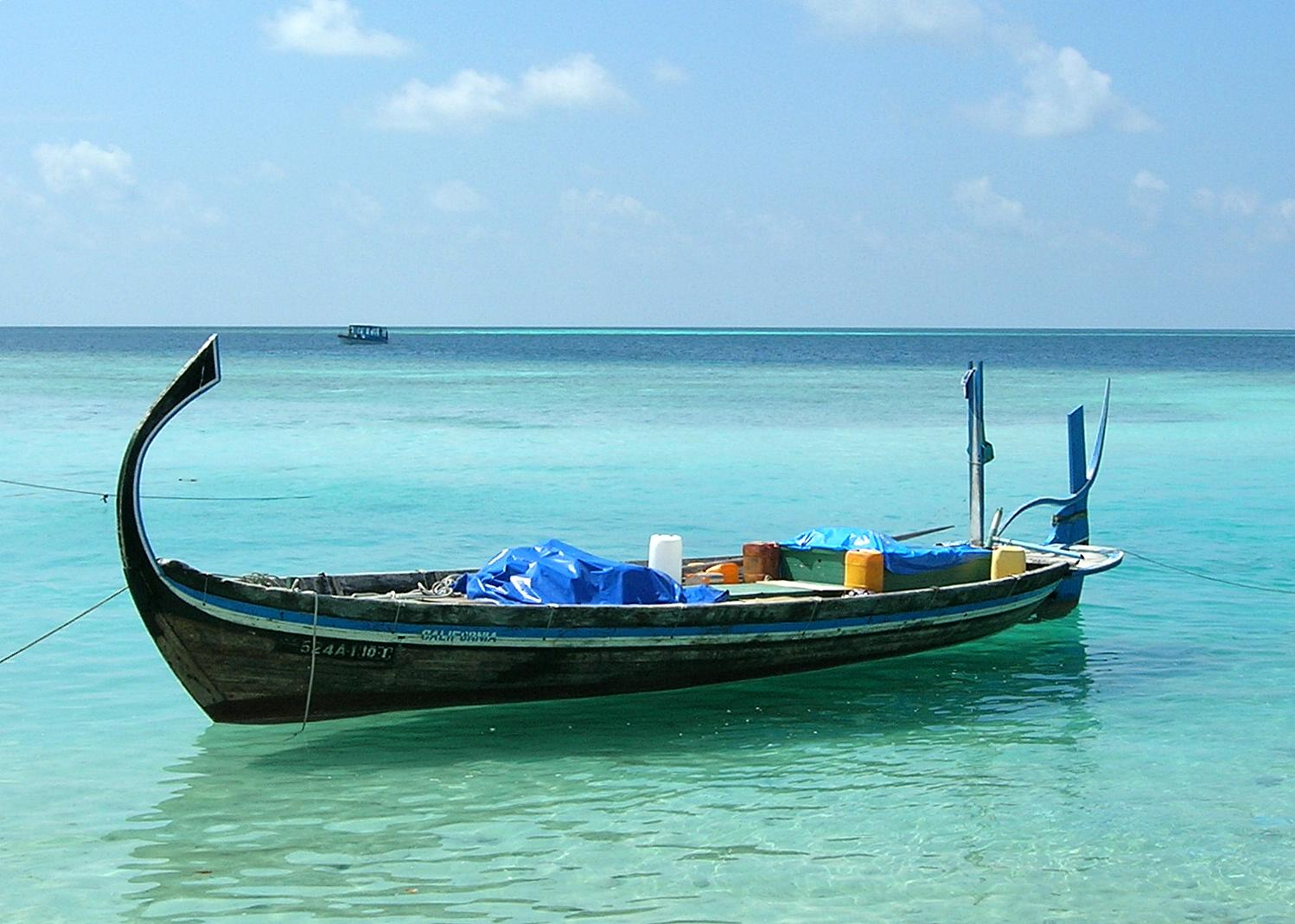
Dhoni, bote tradicional de pesca en Maldivas.

Por muchos siglos la economía de las Maldivas fue totalmente dependiente de la pesca y la explotación de otros productos marinos. La pesca aún es una de las principales ocupaciones de la población y el gobierno le otorga especial prioridad al desarrollo de la actividad pesquera.
La mecanización en 1974 del bote de pesca tradicional llamado "Dhoni" fue un hito muy importante en el desarrollo de la industria pesquera y de la economía del país en general. En 1977 en colaboración con una empresa japonesa se instaló una planta de envasado de pescado en la isla de Felivaru. En 1979, se creó un comité asesor de pesca con el objetivo de asesorar al gobierno en temas relacionados con las políticas para desarrollar el sector pesquero. Planes de capacitación de personal se establecieron a comienzos de la década de 1980, y se incluyó en el currículum escolar temas relacionados con la pesca. Como parte de estas iniciativas también se mejoraron las ayudas existentes para la navegación en puntos estratégicos del archipiélago. El crecimiento del sector pesquero se vio favorecido con el establecimiento de la Zona Económica Exclusiva de Maldivas. Hoy, la industria pesquera contribuye con más del quince por ciento del PIB y en ella participa un treinta por ciento de la mano de obra de Maldivas. Después del turismo la pesca ocupa el segundo puesto en cuanto al ingreso de divisas extranjeras que aporta a la economía de Maldivas.